# Шкудимка (приток Суры)
Шкудимка — река в России, протекает по территории Сосновоборского и Кузнецкого районов Пензенской области. Устье реки находится в 784 км по правому берегу реки Суры. Длина реки - 31 км, площадь её водосборного бассейна - 248 км²

## Данные водного реестра
По данным государственного водного реестра России относится к Верхневолжскому бассейновому округу, водохозяйственный участок реки — Сура от истока до Сурского гидроузла, речной подбассейн реки — Сура. Речной бассейн реки — (Верхняя) Волга до Куйбышевского водохранилища (без бассейна Оки).

## Видео
- Река Шкудимка, Пензенская область (16 июля 2023 г.)